# فرودگاه گولمود
فرودگاه گولمود (به انگلیسی: Golmud Airport) یک فرودگاه با کد یاتا GOQ است که یک باند فرود بتن دارد و طول باند آن ۴۸۰۰ متر است. این فرودگاه در کشور چین قرار دارد و در ارتفاع ۲۸۴۵ متری از سطح دریا واقع شده‌است.

## شرکت‌های هواپیمایی و مقصدهای پروازی
| شرکت‌های هواپیمایی   | مقصدهای پروازی                    |
| ------------------- | --------------------------------- |
| ایر چاینا           | پکن، بایون گوآنگجو، هانگجو ژیاشان |
| هواپیمایی شرقی چین  | شانگهای پودنگ                     |
| هواپیمایی جنوبی چین | شنژن بن                           |